# Monastère Saint-Pierre-le-Haut
Pour les articles homonymes, voir Monastère Saint-Pierre.

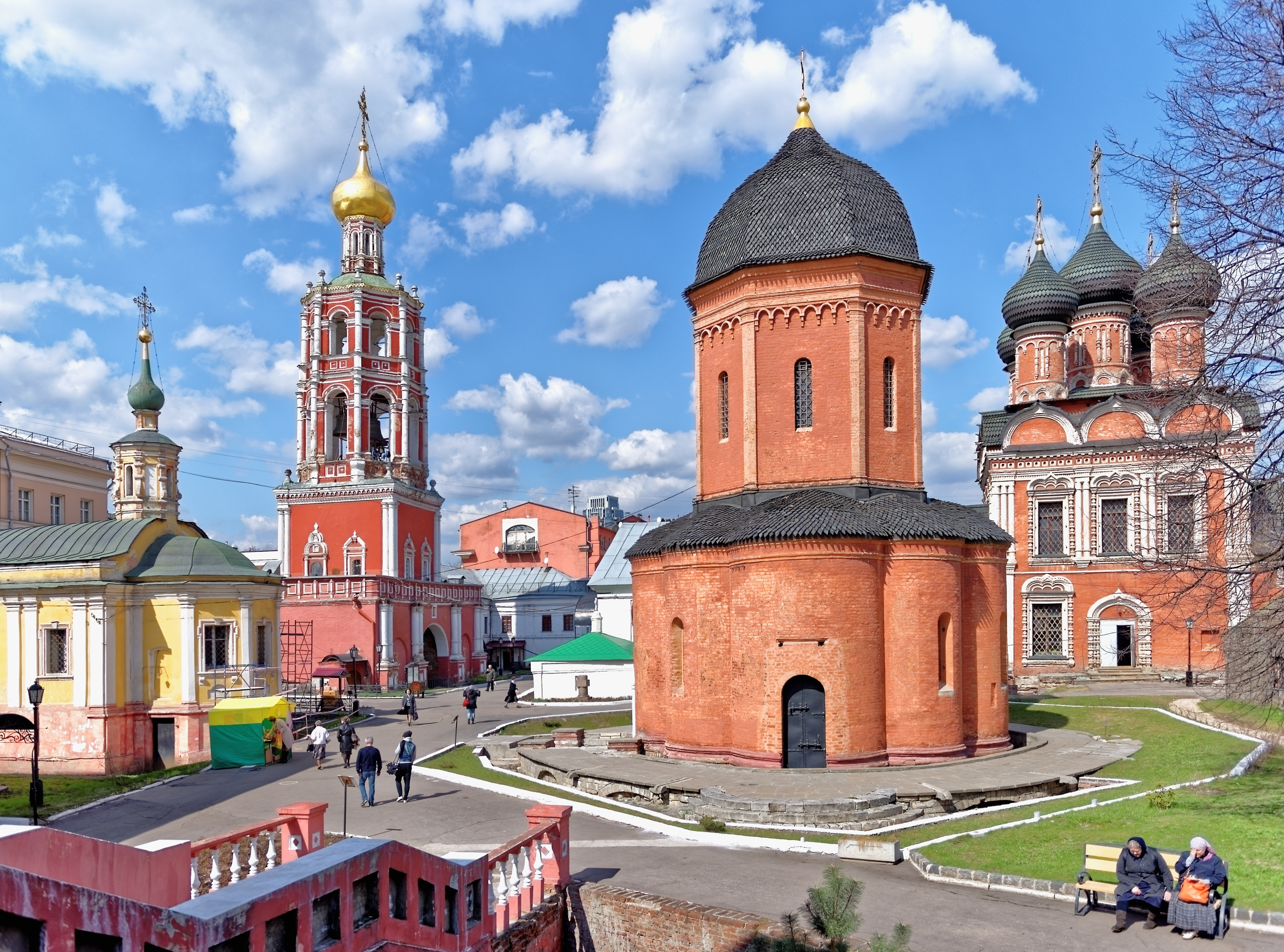
Vue du monastère en 2014.

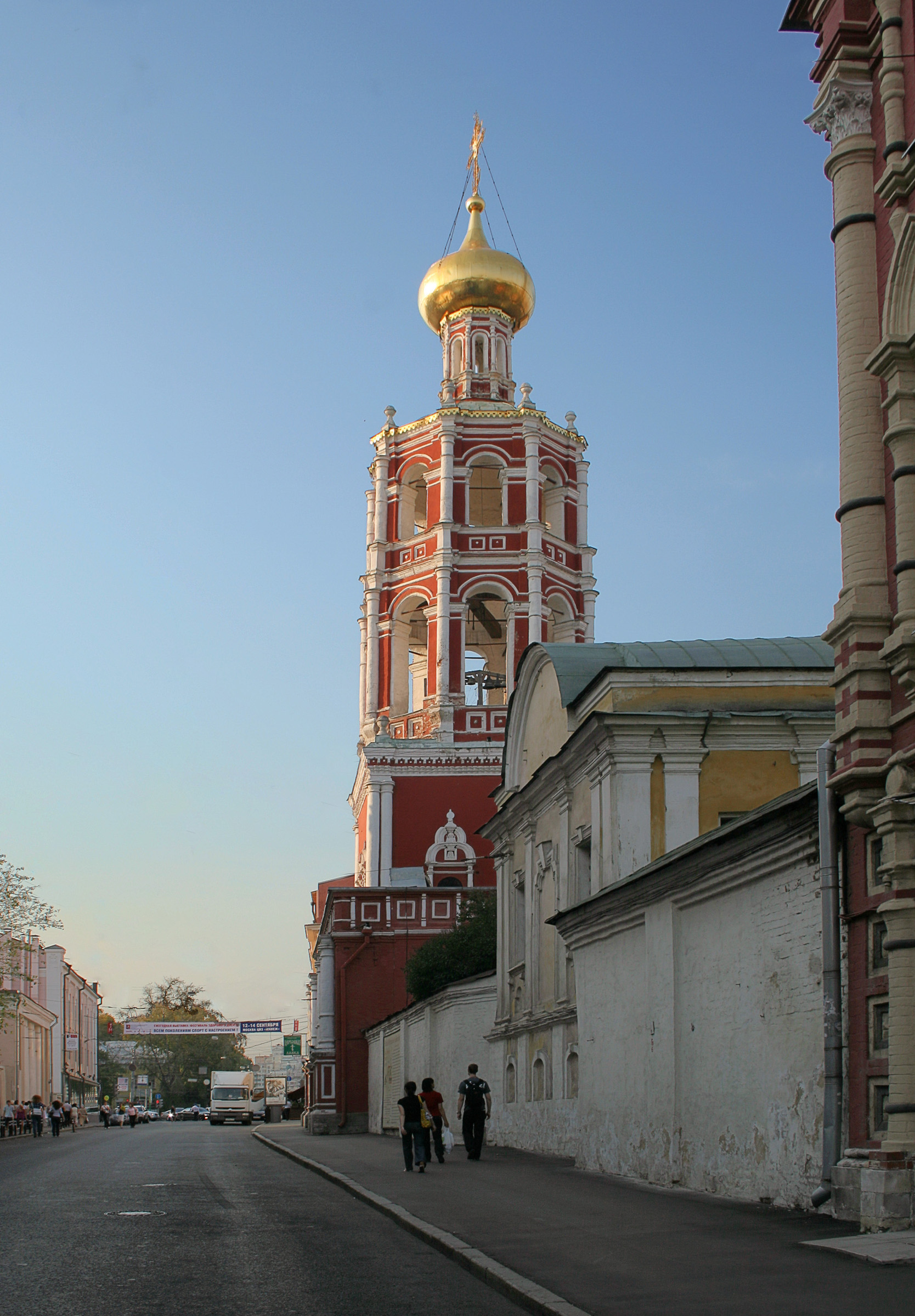
Entrée sur la rue Petrovka.

Le monastère Saint-Pierre-le-Haut (Высоко-Петровский монастырь), ou monastère Vyssoko-Petrovsky, ou simplement monastère Petrovsky, est un monastère masculin de l'Église orthodoxe russe situé dans le centre historique de Moscou rue Petrovka (Saint-Pierre).
Ce monastère bénéficiant de la stavropégie (depuis 1764) a été fondé en 1315 au bord de la rivière Neglinnaïa par le métropolite de Kiev et de toutes les Russies, Pierre de Moscou, et placé sous le vocable de son patron, saint Pierre. Les sources écrites en font mention dès 1317. Les bâtiments actuels du monastère datent du XVIIe siècle et du XVIIIe siècle. Le monastère est fermé par les bolchéviques en 1918. Il est rendu à l'Église orthodoxe russe en 1992 qui rétablit la communauté monastique en 2009. Il a fêté ses 700 ans en 2015.

## Ensemble monastique

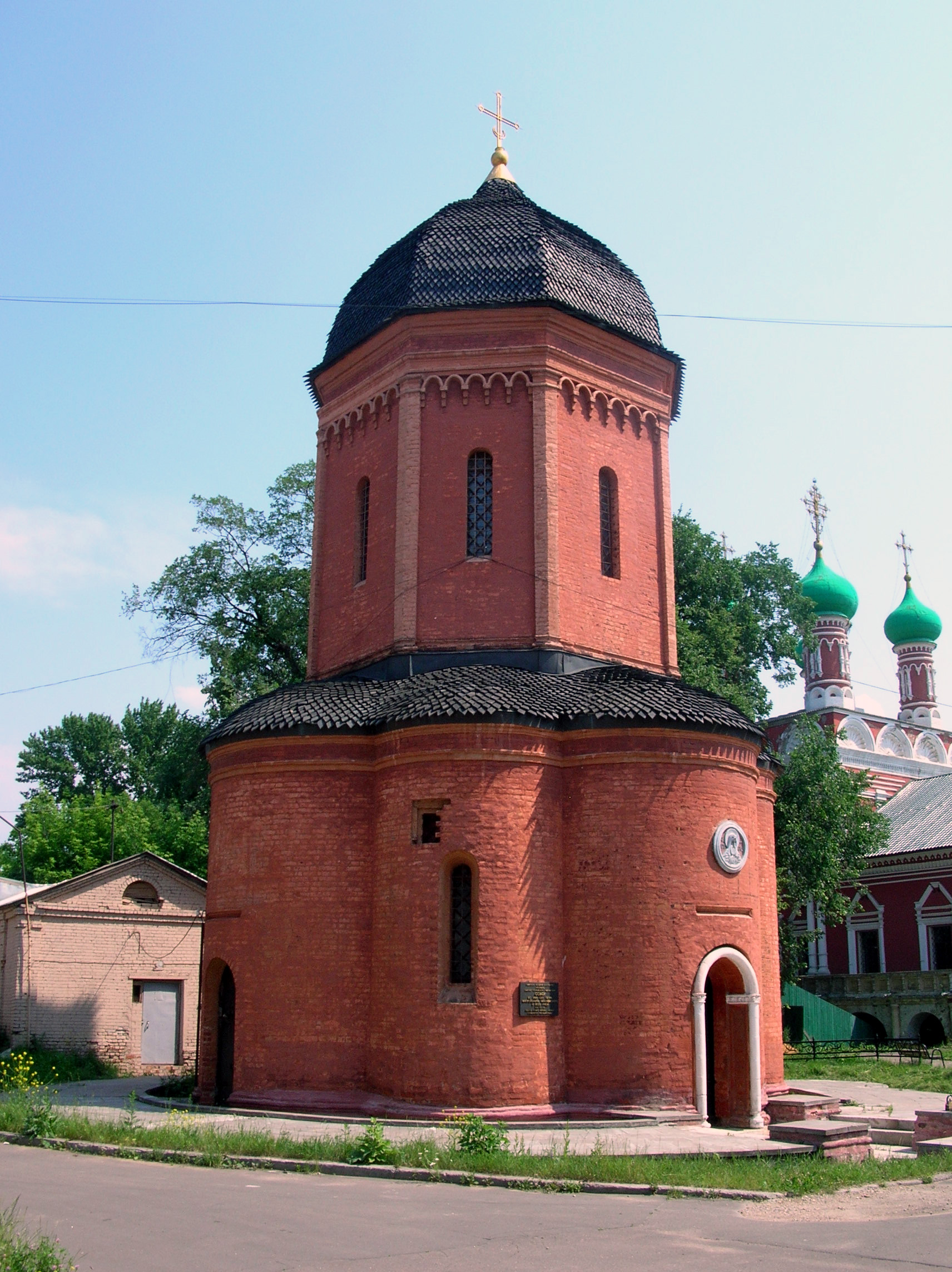
Vue du monastère de Saint-Pierre-le-Haut

Les bâtiments actuels ont été construits à la fin du XVIIe siècle et au début du XVIIIe siècle surtout grâce aux fonds de la famille Narychkine. Le monastère est à l'angle de la rue Petrovka et du boulevard Petrovsky(Saint-Pierre) au numéro 28.
Au départ, il est construit en bois, puis l'église Saint-Pierre est construite en pierre au début du XVIIe siècle, ensuite l'église (en bois) de la Protection-de-la-Mère-de-Dieu. Le tout est entouré de remparts au début du XVIIe siècle.
Le territoire monastique double de surface en 1671 grâce aux terrains adjacents du domaine des Narychkine. L'église de la Charité divine est construite de 1690 à 1694 à la place de l'église de la Protection-de-la-Mère-de-Dieu, puis l'église Saint-Serge-de-Radonège avec son réfectoire et entre les deux une galerie. Le bâtiment des moines avec celui de la famille Narychkine datent aussi de cette époque, ainsi que l'église d'entrée avec porte et clocher et un bâtiment de service. À la fin du XVIIe siècle, une cour d'honneur est édifiée avec la cour Sud. L'église Saint-Pierre se trouve au milieu de la cour d'honneur, l'église de la Charité divine, symétriquement au nord, et au sud, celle de Saint-Serge.
L'église de l'icône de Tolga de la Mère-de-Dieu est construite en 1744-1750, entre le clocher et le dortoir des moines. À l'angle sud-ouest de la cour Sud, c'est au tour de l'église Saint-Pacôme d'être construite en 1753-1755. Plus tard, elle est placée sous le vocable de Pierre et Paul.
La galerie est démolie en 1808 et le bâtiment des domestiques est ajouté à celui des moines.
Une maison de rapport est construite en 1901 à l'angle de la rue Petrovka et du boulevard Petrovsky selon les plans d'Ivan Boni (1877-1927). Elle ne fait plus partie de l'ensemble monastique après 1917.
L'ensemble est restauré en 1952 par l'architecte B. P. Diedouchenko. C'est à cette époque que l'on met au jour des vestiges d'une église de bois des XIVe et XVe siècles. Le nom de l'architecte Alosius le Jeune est mis en avant.